# Maymena grisea
Maymena grisea là một loài nhện trong họ Mysmenidae.
Loài này thuộc chi Maymena. Maymena grisea được Willis J. Gertsch miêu tả năm 1971.